# Marvin Gaye (bài hát)
"Marvin Gaye" là một bài hát của ca sĩ người Mỹ Charlie Puth kết hợp với nữ ca sĩ kiêm nhạc sĩ Meghan Trainor. Bài hát đạt đến top 5 trong các bảng xếp hạng ở châu Đại Dương và top 100 ở các nước Nhật Bản, Canada, và ca khúc thứ hai lọt top 100 của Puth tại Hoa Kỳ.

## Xếp hạng

### Weekly charts
| Chart (2015–16)                        | Peak position |
| -------------------------------------- | ------------- |
| Úc (ARIA)                              | 4             |
| Áo (Ö3 Austria Top 40)                 | 3             |
| Bỉ (Ultratop 50 Flanders)              | 12            |
| Bỉ (Ultratop 50 Wallonia)              | 4             |
| Canada (Canadian Hot 100)              | 31            |
| Croatia (Croatian Airplay Radio Chart) | 1             |
| Cộng hòa Séc (Rádio Top 100)           | 11            |
| Cộng hòa Séc (Singles Digitál Top 100) | 21            |
| Đan Mạch (Tracklisten)                 | 28            |
| Châu Âu Digital Song Sales (Billboard) | 1             |
| Phần Lan (Suomen virallinen lista)     | 16            |
| Pháp (SNEP)                            | 1             |
| Germany (Official German Charts)       | 15            |
| Hungary (Single Top 40)                | 21            |
| Ireland (IRMA)                         | 1             |
| Israel (Media Forest)                  | 1             |
| Ý (FIMI)                               | 6             |
| Japan (Japan Hot 100)                  | 60            |
| Mexico Ingles Airplay (Billboard)      | 32            |
| Hà Lan (Dutch Top 40)                  | 11            |
| Hà Lan (Single Top 100)                | 19            |
| New Zealand (Recorded Music NZ)        | 1             |
| Na Uy (VG-lista)                       | 17            |
| Ba Lan (Polish Airplay Top 100)        | 3             |
| Scotland (OCC)                         | 1             |
| Slovakia (Rádio Top 100)               | 11            |
| Slovakia (Singles Digitál Top 100)     | 20            |
| Tây Ban Nha (PROMUSICAE)               | 3             |
| Thụy Điển (Sverigetopplistan)          | 29            |
| Thụy Sĩ (Schweizer Hitparade)          | 2             |
| Anh Quốc (OCC)                         | 1             |
| Hoa Kỳ Billboard Hot 100               | 21            |
| Hoa Kỳ Adult Contemporary (Billboard)  | 27            |
| Hoa Kỳ Adult Pop Airplay (Billboard)   | 12            |
| Hoa Kỳ Pop Airplay (Billboard)         | 15            |

### Year-end charts
| Chart (2015)                         | Position |
| ------------------------------------ | -------- |
| Australia (ARIA)                     | 38       |
| Germany (Official German Charts)     | 77       |
| Israel (Media Forest)                | 15       |
| Italy (FIMI)                         | 38       |
| New Zealand (Recorded Music NZ)      | 17       |
| Poland (ZPAV)                        | 16       |
| UK Singles (Official Charts Company) | 34       |
| US Billboard Hot 100                 | 75       |

## Chứng nhận
| Quốc gia | Chứng nhận  | Số đơn vị/doanh số chứng nhận |
| --- | ----------- | ----------------------------- |
| Úc (ARIA) | 2× Platinum | 140.000^                      |
| Bỉ (BEA) | Gold        | 10.000‡                       |
| Canada (Music Canada) | Platinum    | 0*                            |
| Đan Mạch (IFPI Đan Mạch) | Platinum    | 60,000^                       |
| Đức (BVMI) | Gold        | 200,000‡                      |
| Ý (FIMI) | 2× Platinum | 100,000‡                      |
| New Zealand (RMNZ) | Platinum    | 15.000*                       |
| Na Uy (IFPI) | Platinum    | 40.000‡                       |
| Tây Ban Nha (PROMUSICAE) | Platinum    | 40.000‡                       |
| Thụy Sĩ (IFPI) | Platinum    | 30.000‡                       |
| Anh Quốc (BPI) | Platinum    | 600.000‡                      |
| Hoa Kỳ (RIAA) | Platinum    | 1.000.000‡                    |
| * Chứng nhận dựa theo doanh số tiêu thụ. ^ Chứng nhận dựa theo doanh số nhập hàng. ‡ Chứng nhận dựa theo doanh số tiêu thụ và phát trực tuyến. |             |                               |